# CCM 모드
CCM 모드(counter with cipher block chaining message authentication code; counter with CBC-MAC)는 암호화 블록 암호에 대한 운용 방식이다. 인증과 기밀성을 모두 제공하도록 설계된 인증된 암호화 알고리즘이다. CCM 모드는 블록 길이가 128비트인 블록 암호에 대해서만 정의된다.
CCM의 nonce는 주어진 키에 대해 두 번 이상 사용되지 않도록 신중하게 선택해야 한다. 이는 CCM이 CTR(Derivation of Counter) 모드이고 후자가 사실상 스트림 암호이기 때문이다.

## 같이 보기
- 인증된 암호 방식
- 갈루와/카운터 모드
- 스트림 암호
- CCMP